# Zenit Sant Petersburg (basquetbol)
|  | Aquest article tracta sobre la secció de bàsquet del Zenit Sant Petersburg. Vegeu-ne altres significats a «Zenit Sant Petersburg». |

El Zenit Sant Petersburg (basquetbol) és la secció de bàsquet del club poliesportiu Zenit Sant Petersburg, de la ciutat de Sant Petersburg, Rússia. Va ser fundat l'any 2003. La temporada 2019-20 participa en la VTB United League i en l'Eurolliga de bàsquet.
El febrer de 2020 va destituir Joan Plaza i va contractar Xavi Pascual com a entrenador principal fins al final de la temporada 2020-2021, però finalment hi romangué fins al final de la temporada 2024-25.